# Llegaste tú (canción de Sofía Reyes y Reykon)
Llegaste tú es una canción interpretada por la cantante mexicana Sofía Reyes en colaboración con el reguetenero colombiano Reykon. La canción fue publicada como el cuarto y último sencillo del álbum Louder! en octubre del 2016.

## Vídeo musical
Se publicó en su canal oficial de YouTube un mes después de su lanzamiento en plataforma digital. Actualmente tiene más de 45 millones de reproducciones.

### Trama
Se muestra primeramente a la cantante entrar a un almacén abandonado y después empieza a cantar y a bailar en frente de unos espejos y por otro lado se muestra ya con el reguetonero y con un fondo de color rosa pastel cantando hasta el final.

## Lista de canciones

### Descarga digital[5]
- 'Llegaste tú (feat. Reykon)' - 3:45

## Posicionamiento en listas
| Lista (2016)                       | Mejor posición |
| ---------------------------------- | -------------- |
| Argentina (Spotify Charts)         | 75             |
| México (Billboard Mexican Airplay) | 16             |
| México (Spotify Charts)            | 35             |
| México (Top 100 Digital)           | 61             |
| España (Spotify Charts)            | 154            |
| España (Top 100 Canciones)         | 18             |
| Estados Unidos (Latin Pop Airplay) | 18             |
| Perú (Spotify Charts)              | 73             |
| Uruguay (Spotify Charts)           | 98             |

## Historial de lanzamiento
| Región | Fecha                 | Formato                     | Discográfica     | Ref.   |
| ------ | --------------------- | --------------------------- | ---------------- | ------ |
| México | 20 de octubre de 2016 | Descarga digital, Streaming | Sony Music Latin | [ 12 ] |